# Kirsty Smith
Kirsty Smith (6 gennaio 1994) è una calciatrice scozzese, difensore del West Ham e della nazionale scozzese.

## Carriera

### Club
Kirsty Smith si appassiona al gioco del calcio fin da giovanissima, tesserandosi con il Musselburgh Windsor, società con sede a Musselburgh, restando nelle sue formazioni giovanili e giocando nel 2007 con la squadra titolare iscritta alla Second Division, terzo livello del campionato scozzese femminile di calcio.
Grazie alle prestazioni espresse nei campionati minori mettendosi così in luce nei confronti degli osservatori dei grandi club, nel luglio 2007 coglie l'opportunità di fare un doppio salto di categoria sottoscrivendo un accordo con le campionesse di Scozia dell'Hibernian, trasferendosi nella vicina Edimburgo per giocare in Scottish Women's Premier League per la stagione 2007-2008.
Grazie al secondo posto ottenuto dalla sua squadra al termine della stagione 2016 dietro le campionesse del Glasgow City e alla riorganizzazione della UEFA Women's Champions League che porta a due le squadre scozzesi ammesse alla UEFA Women's Champions League 2016-2017, Smith ha l'occasione di debuttare in un torneo internazionale per club, ai sedicesimi di finale della stagione 2016-2017, nell'incontro del 5 ottobre 2016 che vede le scozzesi sconfitte in casa per 6-0 dalle tedesche del Bayern Monaco, giocando anche la partita di ritorno, persa 4-1, prima di essere eliminate dal torneo. Il secondo posto, ancora dietro al Glasgow City, nella stagione successiva, garantisce ancora l'accesso alla fase preliminare della Champions League 2017-2018.
Con l'iscrizione del Manchester United alla FA Women's Championship, nuova denominazione del secondo livello del campionato inglese, Smith viene annunciata tra le calciatrici che vestiranno la sua maglia dalla stagione 2018-2019, condividendo con le compagne la vittoria in campionato e la promozione in FA Women's Super League.
Dopo quattro stagioni al Manchester United, nell'estate 2022 si è trasferita al West Ham.

### Nazionale
Smith inizia ad essere convocata dalla federazione calcistica della Scozia (SFA) nel 2011, inserita nella formazione under 17 impegnata al secondo turno di qualificazione all'edizione 2011 del campionato europeo di categoria e dove fa il suo debutto il 9 aprile 2011 nell'incontro perso 4-1 con le pari età della Francia.
Il tecnico Anna Signeul la convoca nella nazionale maggiore facendola debuttare il 30 ottobre 2014, in occasione della partita di ritorno delle semifinali di play-off persa 2-0 con i Paesi Bassi che decide la qualificazione alla fase finale del campionato mondiale di Canada 2015, rilevando in quell'occasione Caroline Weir al 79'.
Signeul le rinnova la fiducia inserendola in rosa nella formazione che affronta le qualificazioni all'Europeo dei Paesi Bassi 2017. La squadra, inserita nel gruppo 1, chiude la fase classificandosi al secondo posto, a pari punti con l'Islanda, unica nazionale che la supera 4-0 nella partita casalinga del 3 giugno 2016 a Falkirk ma che verrà a sua volta sconfitta in quella di ritorno (2-1), garantendosi così l'accesso alla fase finale come migliore nazionale tra quelle seconde classificate. Smith viene impiegata in sei delle otto partite giocate dalla sua nazionale, con Signeul che il 27 giugno 2017 la annovera nella lista definitiva delle atlete che parteciperanno al primo Europeo disputato dalla nazionale femminile della Scozia. Nella fase finale entra in campo in una sola occasione, giocando tutti i 90 minuti dell'incontro del 23 luglio 2017 perso per 2-1 con le avversarie del Portogallo, e condivide il percorso della sua nazionale nel gruppo D che la vede pesantemente sconfitta dall'Inghilterra per 6-0 il 19 luglio, vincendo l'ultima partita della fase a gironi superando per 1-0 la Spagna; pur avendo conquistato 3 punti a pari merito di Portogallo e Spagna, la Scozia viene eliminata in favore di quest'ultima per peggiore differenza reti.

## Palmarès

### Club
- Campionato inglese di seconda divisione: 1

Manchester United: 2018-2019
- Scottish Women's Cup: 1

Hibernian: 2016
- Scottish Women's Premier League Cup: 4

Hibernian: 2007, 2011, 2016, 2017

### Nazionale
- Pinatar Cup: 1

2020